# Franc-maçonnerie en Suisse
 (août 2015).
La franc-maçonnerie est présente en Suisse depuis le XVIIIe siècle. Les première loges apparaissent en 1736. Au fil de son histoire, diverses obédiences maçonniques sont créées et représentent en 2015 toutes les formes de maçonnerie, masculine, mixte, féminine, « libérale » ou « régulière » et qui pratiquent les principaux rites maçonniques en vigueur au XXIe siècle. 
Elle est soumise en 1937 et 2015 à des initiatives politiques de nature anti-maçonnique, visant soit à l’interdire, soit à obliger ses membres engagés dans la vie politique du pays à déclarer publiquement leur appartenance.

## Histoire
En 1740 est fondée « La Concorde » à Zurich, en 1743, « Les Trois Étoiles flamboyantes » à Neuchâtel. Cette dernière loge, éteinte sans doute vers 1760, est remplacée en 1791 par «La Bonne Harmonie»». En 1744, s'ouvre une autre loge à Bâle.
En 1745, les syndics font « défense à tout Genevois, sous peine de cent écus et de la prison, de s'incorporer à ces sociétés, un sage gouvernement ne pouvant tolérer le secret dont elles s'entourent. » Cette interdiction n'a pas de suites durables.
En 1769, une dizaine de loges se regroupent pour former la « Grande Loge de Genève »". Dix autres les rejoignent peu après. Quelques ateliers demeurent cependant encore quelque temps sous l'égide de la Grande Loge de Londres. En 1779, le Grand Prieuré d'Helvétie se constitue en puissance maçonnique indépendante.
À la suite de l'établissement d'un régime militaire, la Grande Loge de Genève connait quatre années de demi-sommeil de 1782 à 1786. En 1786, les travaux reprennent et une deuxième obédience voit le jour : le Grand Orient de Genève. Cependant, la vie maçonnique suisse connait deux périodes d'arrêt à la suite des évènements qui suivent la Révolution française, de 1792 à 1802 d'abord, puis, après une reprise importante liée aux loges militaires de l'armée napoléonienne, de 1813 à 1815.
En 1822, les deux obédiences qui régissent les ateliers symboliques sont la Grande Loge nationale, à Berne et le Grand Prieuré d'Helvétie. Elles fusionnent en 1842 pour former la Grande Loge suisse Alpina, les hauts grades rectifiés restant sous l’égide du Grand Prieuré d'Helvétie. En 1873, les hauts grades écossais forment le Suprême conseil pour la Suisse. En 1875, le convent international de Lausanne réunit onze Suprêmes conseils qui réaffirment que le Grand Architecte de l'Univers, conçu comme « un principe créateur », est un symbole fondamental du Rite écossais ancien et accepté et fixe définitivement l'appellation des trente trois degrés du Rite.
En 1876, la vie maçonnique s'organise autour de trois principales structures:
- La Grande Loge suisse Alpina pour les Loges Symboliques.
- Le Grand Prieuré indépendant d'Helvétie pour les hauts grades du Rite écossais rectifié.
- Le Suprême Conseil de Suisse pour les hauts grades du R.E.A.A.

En 1895, une première loge du Droit humain, ordre maçonnique mixte international, est ouverte à Zurich. La Fédération suisse du droit humain est installée en 1963. Elle compte environ 320 membres.
Après l'installation d'une première loge féminine, liée à la Grande Loge féminine de France en 1964, la Grande Loge féminine de Suisse est constituée en 1976. Elle compte en 1987, 11 Loges et 300 sœurs.
En 1987, Alpina compte environ 60 Loges et 3700 membres tandis que la Grande Loge de Suisse, devenue depuis Grand Orient de Suisse, fédère 18 loges
On trouve aussi quelques loges liées au Grand Orient de France, à Lithos - Confédération de loges ainsi que des ateliers du Rite de Memphis-Misraïm.

## Initiatives politiques anti-maçonniques
En 1937, la franc-maçonnerie suisse est confrontée au fascisme avec l'initiative Fonjallaz, visant à interdire les sociétés secrètes en Suisse. Le 28 novembre 1937 le peuple et les cantons (tous sauf Fribourg) rejettent largement cette initiative.
En 2015 le canton du Valais, sur initiative du parti de l'Union démocratique du Centre et avec l'appui du Parti démocrate-chrétien, a fait voter au mois de septembre  par le Grand Conseil l'obligation pour les députés de déclarer leur appartenance à une loge maçonnique ou à un club de service (comme Rotary International, Lions Clubs ou Kiwanis), alors que la Cour Européenne des Droits de l'Homme a déjà statué en 2007 l'illégalité d'une telle obligation . Le vendredi 11 septembre, pour deux voix, le parlement a renoncé à obliger les élus membres d’une loge maçonnique à s’annoncer.

## Situation contemporaine

### Maçonnerie dite «régulière»
La maçonnerie dite « régulière », masculine, reconnue par la Grande Loge unie d'Angleterre (qui ne reconnait qu'une seule obédience par pays), est incarnée par la Grande Loge suisse Alpina (GLSA) . Elle a été fondée en 1844 en tant qu'association selon l'art. 60 du Code Civil Suisse. Elle possède sa propre constitution, ses statuts et ses règlements.
Si la plupart des obédiences régulières postulent que pour devenir maçon il faut impérativement croire en « Dieu, Grand Architecte de l'Univers », la GLSA prône la liberté de conscience. Dans ses principes généraux, la GLSA présuppose le travail à la Gloire du Grand Architecte de l'Univers, en affirmant la liberté de conscience, de croyance et de pensée. « Elle respecte toutes les convictions sincères et réprouve toute opposition à la liberté de pensée » (« Principes maçonniques généraux de la Grande Loge suisse Alpina », art. 4).

### Maçonnerie dite «libérale»
Pour la maçonnerie suisse libérale « adogmatique », on citera les obédiences suivantes :
- La Fédération Suisse de l'Ordre maçonnique mixte international « le Droit humain », présente dans toute la Suisse, est la première obédience maçonnique mixte et internationale. La première Loge du Droit humain Suisse fut créée à Zurich en 1896. Ses loges sont des loges progressives, qui travaillent au rite écossais ancien et accepté (REAA). L'origine de cette obédience est française, et de nombreuses fédérations et juridictions sont répandues à travers le monde. Les loges travaillent soit au G.A.D.L.U ou/et au progrès de l'Humanité. Les loges de la fédération Suisse sont présentes à Lausanne, Genève, Vallorbe, Montreux, Soleure et au Tessin.
- Le Grand Orient de Suisse, créé en 1959, qui regroupe les loges masculines. Il est membre fondateur, en 1961 du Centre de liaison et d'information des puissances maçonniques signataires de l'appel de Strasbourg (CLIPSAS).

- La Grande Loge féminine de Suisse, créée en 1985, qui regroupe la plupart des loges féminines suisses.
- La Grande Loge mixte de Suisse, créée en 1999, qui en 2014 compte 145 membres répartis en huit ateliers, travaillant selon divers rites, dans les trois régions linguistiques de la Suisse.
- La Grande Loge symbolique helvétique (GLSH), qui regroupe des loges féminines, des loges masculines, et des loges mixtes, en Suisse et en France, pratiquant uniquement le Rite Ancien et Primitif de Memphis-Misraïm. Elle est membre du CLIPSAS depuis 1992.
- Lithos - Confédération de loges, une obédience libérale internationale d'origine belge créée en 2006, membre du CLIPSAS depuis 2011, fédérant une trentaine de loges masculines, féminines et mixtes, de langue française, néerlandaise et allemande, en Belgique, en Allemagne et en Suisse, et qui pratiquent plusieurs rites, pour la plupart le Rite français. Les loges mixtes « L'Amitié » à Genève (Grand-Saconnex), « Septentrion » à Penthalaz (Vaud)  et  « Humanisme et Lumières » à Genève en sont devenues membres, la première sous le n° 9 en 2008,  la deuxième sous le n° 20 en 2012 et la troisième sous le n° 27 en 2015[10].

Dans ce paysage maçonnique suisse il faut aussi mentionner la Ligue universelle des francs-maçons, présente dans plusieurs pays dans le monde. C'est une association fondée en 1905, sans but lucratif, composée de francs-maçons actifs, membres d'un atelier et agissant à titre individuel, sans restrictions et indépendamment des obédiences ou des ordres maçonniques.

### Les rites
De nombreux rites sont pratiqués en Suisse. Au sein de la GLSA, on pratique essentiellement le Rite écossais ancien et accepté (REAA), mais on trouve aussi des loges travaillant au Rite français (RF), au Rite émulation (RE), au Rite de Schroeder (RS), au Rite écossais rectifié (RER) et au Rite ancien et primitif de Memphis Misraim (MM).